# Buč
Buč – wieś w Słowenii, w gminie Kamnik. W 2018 roku liczyła 174 mieszkańców.